# GKS Głuchołazy
GKS Głuchołazy – polski klub piłkarski z siedzibą w Głuchołazach, powstały w 1945 roku. Obecna nazwa klubu została nadana w 2013 po fuzji Unii i Polonii Głuchołazy. Dawne nazwy klubu to Atom Głuchołazy, ZKS Papiernik Głuchołazy, Czarni Głuchołazy i Unia Głuchołazy.
Klub posiadał również sekcję lekkoatletyki i boksu. Sekcja piłkarska rozegrała 3 sezony w III lidze (obecnie II liga).